# Hotel Bristol
El Bristol Hotel fue el mítico hotel que definió a Mar del Plata como balneario de los porteños de clase alta a finales del siglo XIX. Construido cuando la ciudad era apenas un puñado de chalets de veraneo junto a un pequeño puerto y un saladero, se transformó en símbolo del lujo y la ostentación de la alta sociedad de la época y lugar preferido para sus vacaciones veraniegas hasta la Gran Depresión de 1930.

## Historia

### Antes del Bristol
Patricio Peralta Ramos había fundado Mar del Plata en 1874, junto con el primitivo puerto de Laguna de los padres. Poco a poco comenzó a formarse un incipiente poblado con un puñado de residencias veraniegas, que sería visitado por el gobernador de la Provincia de Buenos Aires Dardo Rocha en 1883, llegado en una embarcación y agasajado por los vecinos. Quedó encantado con el primitivo balneario y sus playas, y prometió iniciar gestiones para extender al paraje una línea de telégrafo y el ramal del Ferrocarril del Sud que llegaba hasta el pueblo de Maipú. Las gestiones de Rocha con William Moores, el director de la compañía, fueron exitosas y así fue que el 26 de septiembre de 1886 se inauguró la estación ferroviaria de Mar del Plata.
Pedro Luro improvisó un primer establecimiento llamado Grand Hotel, que se vio desbordado inmediatamente en esa temporada 1886/1887. Por eso, en 1887 su hijo José Luro formó la Sociedad Anónima Bristol Hotel, junto con su cuñado Gastón Sansinena, Ernesto Tornquist, Adolfo Dávila y otros; con el objetivo de administrar un hospedaje a todo lujo.

### Primeros años y apogeo

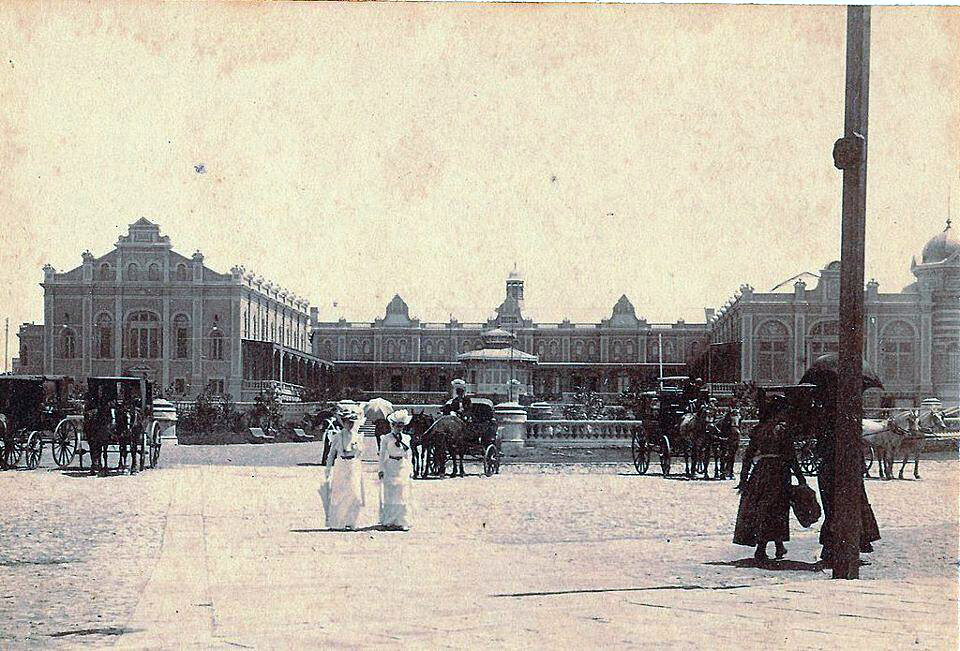
Hotel Bristol a fines del siglo XIX

El Bristol Hotel fue construido velozmente, y ya era inaugurado el 8 de enero de 1888, ocupando la manzana entre las actuales calles San Martín, Entre Ríos, Corrientes y Rivadavia. Una muchedumbre de cerca de 250 personas había partido de Buenos Aires la noche anterior, tomado el ferrocarril en la terminal de Plaza Constitución. Al evento concurrieron el mismo Dardo Rocha, el vicepresidente Carlos Pellegrini, el gobernador Máximo Paz, el expresidente Bartolomé Mitre; e incluso una antigua versión aseguraba que estuvo presente Nicolás Romanov, futuro último zar de Rusia. El núcleo original del Bristol era un edificio de estilo anglo-normando, una estructura tipo pan de bois con tejados con pizarra, que sumaba 67 habitaciones.

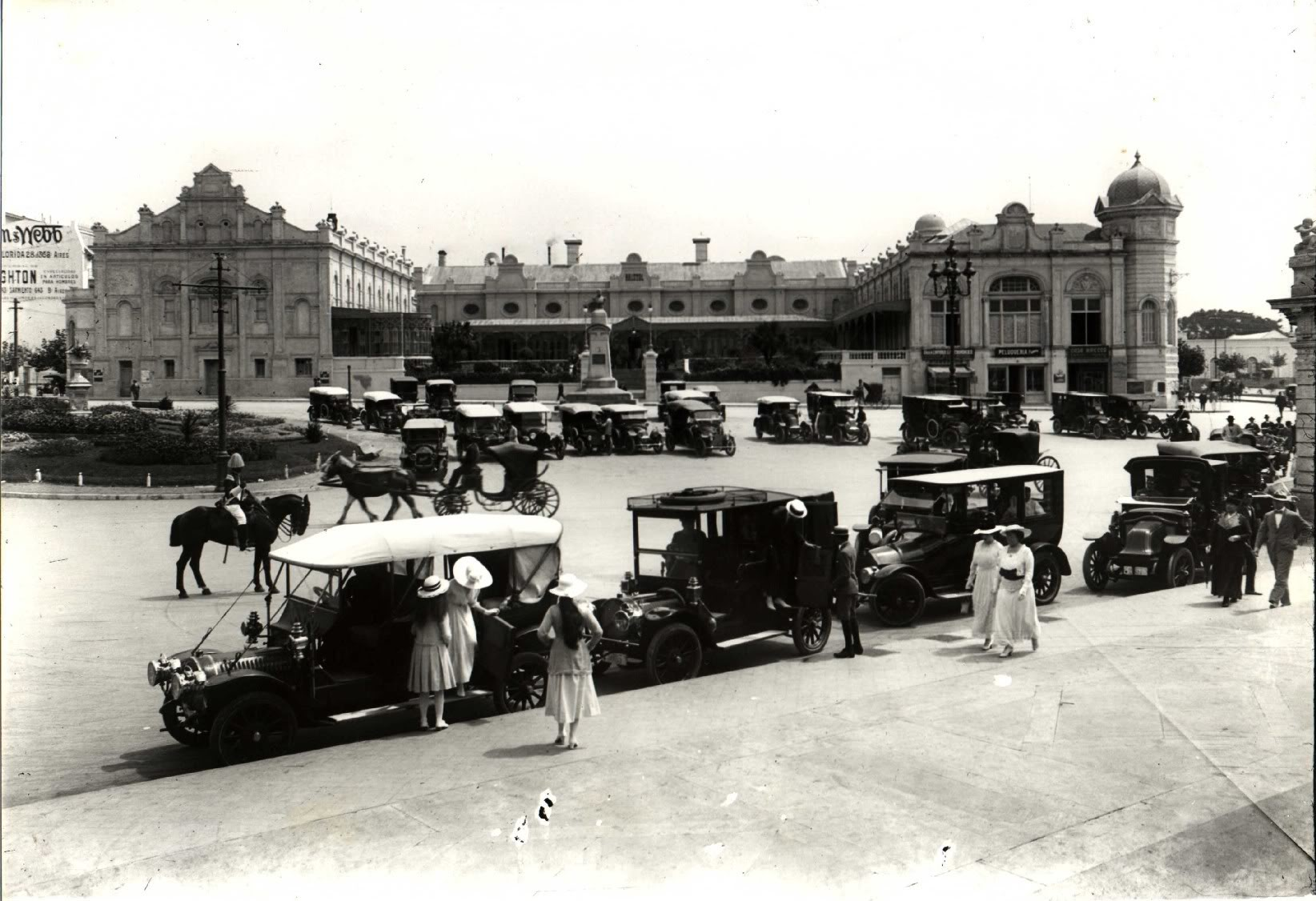
Comedor del Bristol Hotel, antes de la última ampliación que agregó un tercer pabellón sobre el jardín (ca. 1920)

Cruzando la futura calle Entre Ríos, se construyeron a partir de 1890 el comedor y los salones de baile. Se encontraban en un edificio independiente, que se fue ampliando sucesivamente hasta llegar a ocupar una manzana completa, con pabellones distribuidos en forma de "U", encerrando un jardín abierto para el esparcimiento. En los siguientes años, el sector de servicios quedó conectado con las cabañas mediante dos pasajes subterráneos. Se transformarían quizás el sector más legendario del hotel por sus dimensiones, su decoración fastuosa y sus menús preparados por chefs franceses. El conjunto contó con suministro eléctrico generado por una usina ad hoc, y en 1899 ya tuvo su propia central telefónica.
El éxito del establecimiento fue inmediato, por lo cual rápidamente se inició la construcción de ampliaciones, sobre los lados de las calles Corrientes, Rivadavia y San Martín. En una de las alas de la manzana del comedor, la de la calle San Martín, se estableció en sus primeros tiempos el Club Pueyrredón. José Luro sumó a los empresarios vascos Juan y José Lassalle que, asociados con Juan Etcheverría y Fermín Belloqui, abrieron en esos años el primer Casino Pueyrredón, dentro del ala perteneciente a dicho club, y empleando a croupiers franceses. En 1899 fue agregado un edificio anexo de sobrio estilo francés, con planta baja y dos pisos, cuyas habitaciones estaban equipadas con baño en suite. Esta construcción fue ampliada en 1910, llegando a tener cuatro pisos de habitaciones.
En febrero de 1908, en el Hotel Bristol, los veraneantes de la élite conformaron una comisión presidida por Ana Elia de Ortiz Basualdo, que juntó fondos para la construcción de la futura Iglesia Stella Maris (patrona del mar). En 1909, la ampliación del comedor fue encargada a los arquitectos Guillermo Harper y Roberto Harrison Lomax. En el transcurso de la década de 1920, el comedor fue nuevamente ampliado, agregándose un tercer volumen ocupando el gran patio central. En 1926, los señores Lasalle y Echeverría dejaron el Casino que funcionaba en el ala del Club Pueyrredón.

### Decadencia y cierre
Con la difusión del automóvil en los comienzos del siglo XX, los ocupantes del Bristol Hotel comenzaron a abandonarlo y construir sus propias residencias en la Loma de Stella Maris, transformadas en símbolos de pertenencia al cerrado círculo de pocas familias. Pero se señala a la Gran Depresión (1929) como punto que marcó el abrupto final del turismo de clase alta y el comienzo de la llegada de la clase media al antes exclusivo balneario, que se aceleró rápidamente desde 1938 por la pavimentación de la Ruta 2.
El Bristol sobrevivió la siguiente década afectado por una fuerte decadencia, debido al brusco cambio de sector social que frecuentaba Mar del Plata en verano. Las familias de la clase alta, antes exageradamente enriquecidas, debieron enfrentar serias pérdidas, en muchos casos la quiebra.
El hotel realizó su última gran cena el 16 de junio de 1944. Luego del cierre, la inmobiliaria Peracca S.A. se encargó de la subasta del mobiliario, adornos y otros objetos, extendida durante ocho semanas consecutivas a lo largo de ese mismo año. También se subastaron los tres edificios del Bristol (habitaciones, anexo y comedor-salones), adquiridos por diferentes inmobiliarias y constructoras. Los dos primeros fueron rápidamente demolidos para la construcción de edificios residenciales de propiedad horizontal, pero el sector del comedor y los salones sobreviviría dos décadas más.

### Galería Bristol y demolición
Así, la manzana con los cuatro pabellones que alojaban al comedor y los diversos salones fueron transformados en la Galería Bristol. Los extensos espacios internos fueron subdivididos, y se construyeron nuevos techos para terminar de cubrir el antiguo patio. Así, el antes lujoso edificio acentuó su deterioro y quedó tapado por una profusión de carteles publicitarios. De forma provisoria, en 1950 funcionó en los salones del comedor el Banco de la Provincia de Buenos Aires, mientras se construía su nuevo edificio en la esquina de San Martín y Córdoba. Para la década de 1960, la galería era explotada por la firma Galería Gran Central Empire State, y constaba de 7500 metros cuadrados cubiertos, distribuidos en 42 locales externos, 38 internos, 24 stands y tres cines.
Pero los días del arruinado complejo estaban contados, y finalmente fue rematado. Recuerda el diario local La Capital:

La primera subasta se realizó el 22 de febrero de 1964 ante más de 1000 personas que, en su mayoría, “sólo fueron para recordar”. No hubo compradores ya que el precio base de 290 millones de pesos espantó a los interesados, pese a los esfuerzos del martillero que no se cansaba de recordar que se trataba de “la mejor manzana de Mar del Plata”.

Los archivos periodísticos de La Capital acreditan que desde agosto de 1964 -cuando, remate tras remate, seguía en pugna la propiedad de la manzana- había tomado estado público el proyecto original referido a la construcción de un edificio torre de 30 pisos. E incluso se ofrecían detalles concretos:

“El anteproyecto se compone de tres etapas, cada una de las cuales demandará dos años de actividad”. “En la primera se construirá un sótano para estacionamiento que alcanzará a toda la manzana; planta baja y dos pisos de galería. (...) La segunda etapa incluirá el levantamiento de un gran hotel en forma de media luna frente al mar, sobre la calle Buenos Aires. (...) Finalmente, la tercera etapa será la construcción de un edificio torre de 30 pisos. (...) Debe señalarse que la construcción comprenderá dos cines, una confitería, sala de conferencias, galería de arte, una sala teatral y guardería infantil”.

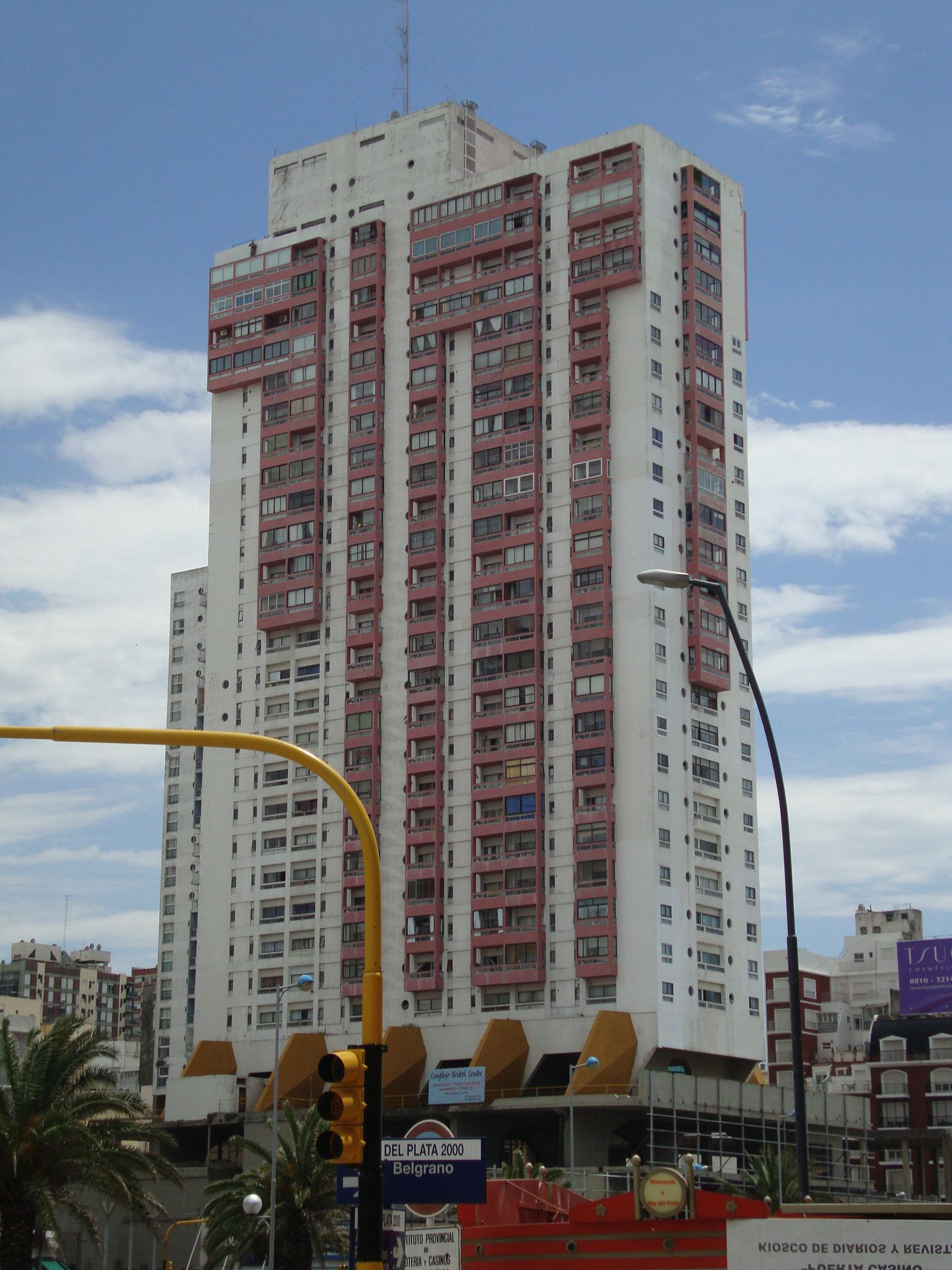
Torre central del inconcluso Bristol Center

Hubo una segunda subasta pero fue seguida por un juicio de ejecución hipotecaria que condujo a un tercer remate, que se realizó el 23 de julio de 1966. En esa oportunidad, la firma Atarasico compró el inmueble en 100 millones de pesos.
El nuevo proyecto sería polémico, por exceder con creces la altura máxima permitida para los edificios de la franja costera. En 1969, comenzó la promoción en diarios y revistas del futuro complejo, cuyo nombre fue anunciado como Bristol Center. Fue llevado adelante por las firmas Fundar S.A. y Construir S.A., ambas propiedad del empresario David Graiver. El complejo fue construido a partir de 1969 por etapas, ya que serían tres torres y un gran centro cultural y comercial, y la obra se extendió durante la primera mitad de la siguiente década. El último sector del antiguo comedor fue demolido en agosto de 1974. Luego de la controvertida muerte de Graiver en un accidente aéreo, una vez comenzada la dictadura militar de 1976, el proyecto quedó suspendido y se inició otra historia, marcada por las denuncias judiciales de los propietarios que nunca llegaron a recibir los departamentos comprados. Al día de hoy, el fracasado Bristol Center continúa inconcluso.
El 8 de enero de 2003 —Día del Veraneante— en el 115 aniversario de la inauguración del Bristol Hotel, la Municipalidad de General Pueyrredón colocó en la galería del Bristol Center una placa conmemorativa del evento, homenajeando a los impulsores del establecimiento.

## Arquitectura y características

### Habitaciones
El núcleo original del Bristol Hotel inaugurado en 1888, sería conocido con el paso de los años como "la casa vieja", y era un edificio de 45 metros de largo por 28 metros de profundidad, desarrollado en tres plantas con 67 habitaciones. Según algunas fuentes fue obra de los arquitectos Harper y Harrison Lomax, a juzgar por el estilo utilizado, de influencias anglo-normandas. La planta baja era de mampostería, con arcos de medio punto que se repetían regularmente a lo largo de la fachada. Los dos pisos superiores estaban realizados con la técnica pan de bois: estructura de madera, con entrepaños de ladrillo. Los techos, con varios mojinetes, eran de pizarra. El frente principal, mirando hacia la costa, tenía en su remate dos torres de planta cuadrada con remates piramidales.
Más tarde, se agregarían otras construcciones del mismo estilo y técnica constructiva, aunque de menor calidad a juzgar por el uso de materiales tales como la chapa para el revestimiento de los techos. Los nuevos pabellones irían cerrando la manzana completa, ubicados sobre las calles Corrientes, Rivadavia y San Martín y construidos a medida que aumentaba la demanda con los años.

### Comedor
El gran comedor tenía unos cuarenta metros de largo, y sus cielorrasos estaban decorados por artistas franceses con bellos paisajes, ángeles y angelitos (querubines), bailes regionales, fuentes y pagodas chinas. El ambiente estaba iluminado por luz natural mediante dobles filas de ventanas, que desde el exterior se veían como dos plantas separadas. El primitivo comedor estaba sobre la calle Entre Ríos, enfrentado calle de por medio con las habitaciones, y contaba con una pequeña galería exterior de madera techada, que permitía desayunar al aire libre y reposar en el exterior mirando al mar.
Los muebles que utilizaban los escaparates de la Galería eran de caoba o roble americano, fabricados en Inglaterra por la firma Thompson & Cía., los mármoles de Carrara de Italia; y los bronces y artesanías de Francia y ni hablar de lo que eran las vajillas y platerías, arañas de cristal de Bacarat y cristal de roca, alfombras persas.
Inmediatamente luego de la inauguración del comedor, comenzaron las sucesivas ampliaciones por etapas que lo llevaron a tener en la década de 1920 una planta en formato de letra E. Se trataba de un conjunto de construcciones de influencias italianas y francesas, de poca armonía y carentes de unidad por haber sido construidas según las necesidades a lo largo de los años de gloria. Sobre las esquinas de la calle San Martín con Entre Ríos y Boulevard Peralta Ramos se encontraban dos torretas con cúpulas de pizarra.

### Edificio Anexo
En la Manzana 116, de la vereda sur de la calle Rivadavia entre Entre Ríos y Boulevard Peralta Ramos, se construyó hacia 1899 el anexo con las habitaciones en suite del Bristol, más costosas que las del edificio original, que habían quedado desactualizadas. El nuevo edificio era de estilo academicista, combinando detalles de la arquitectura italianizante con una mansarda de influencia francesa, coronada por tres volúmenes más altos que jerarquizaban las dos ochavas y la entrada principal.
Allí los huéspedes tenían cocina, enfermería, servicio de mucamas bilingües las 24 horas. La Planta Baja, el subsuelo y dos pisos eran ocupados por el personal del Hotel. Arriba del comedor estaba la Sala de Juegos. También tenía Sala de Lectura y un Salón inmenso de Baile con escenario y los pisos de arriba eran de gran lujo, preparados para recibir a los grandes artistas, políticos y personalidades internacionales.
Hacia 1919, el Edificio Anexo fue ampliado. Se construyeron dos nuevos pisos de habitaciones, y quedó conformado en una planta de forma rectangular, con cuatro patios internos que ayudaban a brindar luz natural.

### Dependencias
Por la calle Rivadavia estaban las cocinas, la gran carnicería (donde entraban las reses enteras, a las que luego los expertos carniceros, bajo la mirada vigilante del Gran Cheff, se encargaban prolijamente de cortarlas). También existía una panadería que producía el propio pan, las masas finas y las facturas.
Recordemos que de aquellos caminitos de madera entre las casillas, más tarde la de los paños enramblados, había nacido la famosa rambla, que debió ser reconstruida cinco veces a causa de los violentos temporales que la desmoronaban. Las sucesivas ramblas fueron escenario, durante años, de las más exquisitas costumbres de la alta sociedad porteña.
Cruzando la calle, se levantaba un gran puente de madera que asentaba su otro extremo en la rambla, que también era totalmente de madera. A la altura de la mitad del puente, en forma perpendicular, hacia el sur, había una "montaña rusa", que hacía las delicias de los arriesgados deportistas.

### Playa Bristol
Con la inauguración del hotel, la gran cantidad de casillas de madera levantadas sobre la playa Bristol había comenzado a unirse mediante una plataforma cubierta de toldos. Este fue el origen de la primitiva Rambla de madera, primera de Mar del Plata. El paseo tenía unos tres metros de ancho y estaba apoyado directamente sobre la arena. Sería destruido por un temporal en 1890, y reconstruido reieradas veces hasta llegar a la Rambla Casino actual, inaugurada en 1941.
Un puente de unos ciento cincuenta metros de largo conectaba hacia 1890 el sector del primer comedor con el balneario. Había un fuerte desnivel luego del edificio, que causaba que con las mareas altas y las lluvias, el agua se estancara y se formara una pequeña laguna. Más tarde, con la inauguración de obras públicas que incluyeron el Paseo General Paz (1904), los desniveles fueron salvados y se abrió el actual Boulevard Peralta Ramos, avenida costanera.